# Napissa
Napissa /od choctaw Choctaw: nanpisa, ’spy,’ ’sentinel’,/ pleme za koje Iberville  (1699) kaže da živi ujedinjeno s Chickasaw Indijancima i govori istim ili srodnim jezikom. Nestali su u ranom 18. stoljeću, najvjerojatnije asimilacijom u Chickasawe. Njih se dovodi i u vezu s Napochima iz Alabame, koje spominje Tristan de Luna, a koji su iščezli s području rijeke Black Warrior iza 1560.-te godine. 